# 조헌사당
조헌사당(趙憲祠堂)은 대한민국 충청남도 금산군 복수면에 있는, 조헌을 모시는 사당이다. 표충사(表忠祠)라고도 한다. 1984년 5월 17일 충청남도의 문화재자료 제20호로 지정되었다.

## 같이 보기
- 조헌

## 참고 자료
- 조헌사당 - 국가유산청 국가유산포털